# Retrocesos de Fibonacci

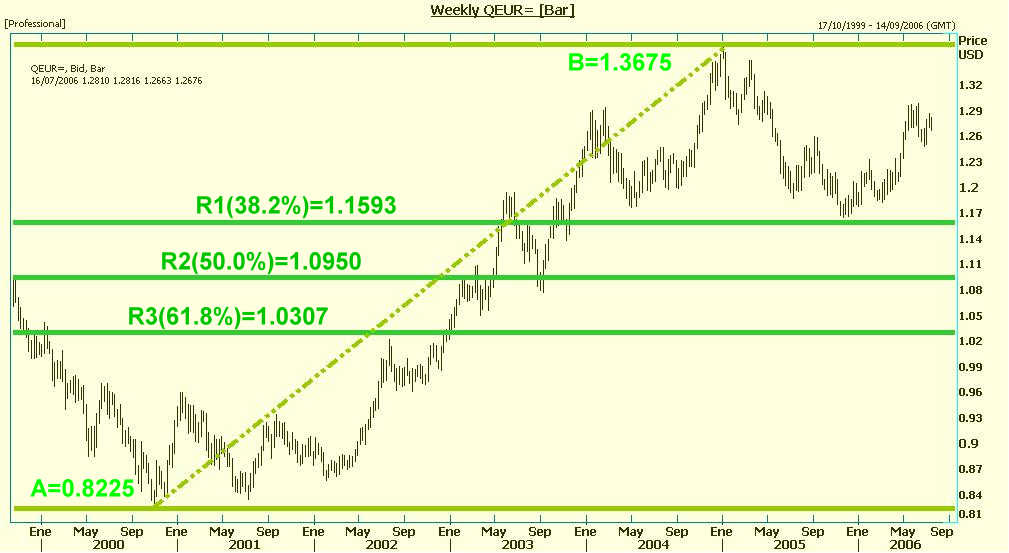
Retrocesos de Fibonacci sobre la tendencia alcista del Euro/Dólar 2000-2005.

Dentro del análisis técnico, los retrocesos de Fibonacci se refieren a la posibilidad de que el precio de un activo financiero retroceda una porción considerable del movimiento original, y encuentre niveles de soporte o resistencia en los niveles establecidos por los números de Fibonacci antes de continuar en la dirección anterior. Estos niveles se construyen dibujando una línea de tendencia entre los puntos extremos del movimiento en cuestión, y aplicando a la distancia vertical los porcentajes clave de 23.6%, 38.2%, 61.8% ,76.8% y 100%.

## Introducción
El segundo principio del análisis técnico indica que los precios se mueven en tendencias, que pueden ser alcistas o bajistas. Una vez que una tendencia ha dado señales suficientes de terminación, ya sea por el rompimiento de su línea de tendencia, la confirmación de una figura de cambio de tendencia, o cualquier otro factor válido de acuerdo con la teoría de análisis técnico, el analista contempla la posibilidad de un retroceso. Un retroceso representa, en términos simples, un movimiento en dirección contraria a la tendencia previa. Puede tomar la forma de una caída en el precio posterior a una tendencia alcista, o bien un repunte en el precio después de una tendencia a la baja. Aunque al primero podría llamarse retroceso propiamente y al segundo rebote o repunte, técnicamente el término retroceso incluye a ambos.

## Magnitud de los retrocesos
Ante la confirmación de un retroceso en la cotización, se buscará calcular la probable magnitud del movimiento. Para lograrlo, se aplican ciertos porcentajes obtenidos de la serie de Fibonacci a la magnitud total de la tendencia previa. Los porcentajes utilizados son los siguientes:
- 61.8%: Conocido también como la proporción áurea, o número áureo, es el límite del cociente que se obtiene de la división de un elemento de la serie de Fibonacci entre el número siguiente, conforme la serie tiende a infinito.
- 38.2%: Se obtiene de restar 61.8% de la unidad (1.000 – 0.618 = 0.382)
- 100.%: Equivalente a la magnitud total de la tendencia principal.

## Retroceso sobre una tendencia alcista
Para calcular la magnitud del retroceso, se toman los siguientes niveles de la tendencia previa al retroceso, correspondientes a los extremos del movimiento:
(A) Cotización Mínima durante la tendencia previa
(B) Cotización máxima durante la tendencia previa
Posteriormente, se obtiene el valor numérico de la diferencia (B) – (A). Para calcular los probables niveles de retroceso, se aplican las siguientes fórmulas:
- R1 = (B) – (0.382 X ((B)-(A))) Denominado “primer retroceso (ó 38.2% de retroceso) de (A) a (B)”

- R2 = (B) – (0.618 X ((B) – (A))) Denominado “tercer retroceso (ó 61.8% de retroceso) de (A) a (B)”
- R3 = (B) – (1.000 X ((B) – (A))) Denominado “retroceso total (ó 100% de retroceso) de (A) a (B)”

Estos niveles se dibujan en la gráfica como líneas horizontales, asumiendo que podrán actuar como niveles de soporte para el movimiento de retroceso.

## Retroceso sobre una tendencia bajista
El cálculo es equivalente al anterior, teniendo en cuenta que en este caso la tendencia previa es bajista, y por lo tanto el retroceso es un movimiento alcista en el precio. Para calcular la magnitud del retroceso, se toman los siguientes niveles de la tendencia previa al retroceso, correspondientes a los extremos del movimiento:
(A) Cotización Máxima durante la tendencia previa
(B) Cotización mínima durante la tendencia previa
Posteriormente, se obtiene el valor numérico de la diferencia (A) – (B), que representa la magnitud de la variación en precio durante la tendencia original. Para calcular los probables niveles de retroceso, se aplican las siguientes fórmulas:
- R1 = (B) + (0.382 X ((A)-(B))) Denominado “primer retroceso (ó 38.2% de retroceso) de (A) a (B)”

- R2 = (B) + (0.618 X ((A)–(B))) Denominado “tercer retroceso (ó 61.8% de retroceso) de (A) a (B)”
- R3 = (B) + (1.000 X ((A)–(B))) Denominado “retroceso total (ó 100% de retroceso) de (A) a (B)”

Estos niveles se dibujan en la gráfica como líneas horizontales, asumiendo que podrán actuar como niveles de resistencia para el impulso alcista.

## Consideraciones
- Los porcentajes de retroceso deben ser calculados solamente después de que se ha confirmado el fin de una tendencia, nunca mientras la tendencia continúa vigente.
- Tomando en cuenta que las tendencias siempre forman parte de una tendencia de más largo plazo y a su vez están formadas por tendencias de más corto plazo, la pregunta ¿Sobre cual de estas tendencias debo calcular los retrocesos?, puede no tener una respuesta simple. En términos generales, debemos calcular los retrocesos sobre aquella tendencia que haya dado señales claras de terminación.
- Se considera que una tendencia débil puede tener un retroceso de 31.8%, mientras que una tendencia muy fuerte puede tener un retroceso de 61.8%, antes de retomar su dirección original.
- Algunos libros mencionan una zona crítica de 33 al 38.2%, y de 61.8 a 67%, en lugar de los niveles específicos.
- Las críticas más importantes en contra de los retrocesos de Fibonacci están fundamentadas en la teoría del paseo aleatorio, argumentando que no hay justificación para suponer que la acción del precio tenga razón alguna para respetar niveles predeterminados de retroceso.
- Los retrocesos de Fibonacci forman una parte importante de la Teoría de las ondas de Elliott.